# Rotumanos
Los Rotumanos son los habitantes indígenas de Rotuma, un pequeño grupo de islas que forma parte de la República de Fiyi. La isla en sí es un crisol de culturas en la encrucijada de las divisiones oceánicas de Micronesia, Melanesia y Polinesia del Océano Pacífico, y debido a la naturaleza marinera de las culturas tradicionales del Pacífico, los indígenas rotumanos han adoptado o comparten muchos aspectos de su cultura multifacética con sus habitantes vecinos de las regiones Melanesia, Micronesia y Polinesia.

## Antepasados
Muchos académicos creen que los primeros habitantes de la isla fueron probablemente los antiguos marineros Lapita, seguidos por oleadas de micronesios y finalmente por polinesios, lo que dio a los rotumanos un lenguaje, herencia cultural y comprensión metafísica similares pero completamente distintos a los de sus habitantes. culturas parentales precedentes.
La mitología rotumana suele señalar a los samoanos como las primeras personas en habitar la isla de Rotuma. El mito de la creación más destacado habla de Raho, un príncipe samoano que, avergonzado por su familia, buscó un nuevo hogar con sus hijas. Cruzó el Pacífico en su canoa, y cuando llegó a un lugar con dos rocas sobresalientes, vertió cestas de arena de Samoa sobre las rocas, formando las islas de Rotuma.

## Apariencia física
Según la mayoría de las versiones, se dice que los rotumanos se parecen más a sus vecinos polinesios de Samoa y Tonga. Los rotumanos son generalmente notados por tener una tez de color oliva claro a marrón medio, con cabello negro generalmente ondulado, aunque algunas personas tienen un color natural de cobre-jengibre en el cabello. Tradicionalmente, los hombres mantenían el cabello largo hasta los hombros o más; sin embargo, los rotumanos poscoloniales ven esto de manera desfavorable. Son en promedio más bajos que sus vecinos de Tonga o Samoa y menos propensos a la obesidad.
La apariencia de algunos individuos indica más claramente la herencia micronesia (particularmente gilbertense) evidenciada por una piel más oscura y cabello más rizado, y algunas personas muestran características faciales decididamente asiáticas, como ojos largos, de forma ovalada y cabello lacio.
La apariencia de los rotumanos es aún más difícil de categorizar, ya que muchas personas de los rotumanos pueden señalar al menos un antepasado blanco (generalmente del Reino Unido o los Estados Unidos) desde la llegada de los europeos. Esto se puede atribuir a la alta proporción de blancos a rotumanos en los primeros días de exposición a los blancos, cuando Rotuma se convirtió en un refugio para amotinados y polizones que apreciaban la belleza de la isla y encontraron prosperidad como asesores comerciales de los jefes locales cuando se trata de barcos occidentales.

## Sociedad rotumana
La sociedad rotumana se basa más en la democracia que la mayoría de las otras culturas del Pacífico. Aunque algo estratificada, la cultura rotumana no mantiene distinciones de clase como en los sistemas de Fiyi o Tonga, no tiene casta noble y no tiene sentido de primogenitura. La fuerza de la sociedad rotumana es la alta naturaleza comunitaria de las actividades. Cada persona rotumana mantiene una fuerte afinidad con su comunidad, y esto se evidencia a través de la participación en proyectos a gran escala (kato'aga) y propiedad comunal, como la agricultura. La sociedad rotumana se puede dividir, en el sentido más amplio, en siete itu'u, o distritos, cada uno de los cuales está encabezado por un jefe masculino, denominado "gagaj 'es itu'u". Su función es guiar las obras comunitarias de la comunidad y representar a sus electores como miembro del Consejo de la Isla de Rotuma (RIC).

## Rotumanos como pueblo del Pacífico
Debido a su ubicación, los rotumanos a menudo no se clasifica en términos del grupo étnico del Pacífico al que pertenecen. Los rotumanos, según la mayoría de los relatos, se parecen físicamente más al pueblo polinesio de Samoa y Tonga, las dos razas comúnmente atribuidas en la mitología rotumana como las verdaderas civilizaciones parentales. Pero la tradición musical rotumana anterior a la influencia europea y polinesia central consistía principalmente en cantos similares a los estilos tradicionales tahitianos o maoríes (ver Tautoga y Himene ), ambas culturas muy lejanas. Además, muchas de las características del idioma rotumano lo distancian de los vecinos polinesios y lo alinean más estrechamente con los idiomas melanesios (particularmente el fiyiano en su variante occidental).

## Otras lecturas
- "Rotuma". en Las islas del Pacífico: una enciclopedia. Ed. por Brij V. Lal y Kate Fortune. Honolulu: University of Hawai'i Press. pag. 568–569.

- Datos: Q4357573